# Swoboda (rejon rylski)
Swoboda (ros. Свобода) – wieś (ros. деревня, trb. dieriewnia) w zachodniej Rosji, centrum administracyjne sielsowietu łomakińskiego w rejonie rylskim obwodu kurskiego.

## Geografia
Miejscowość położona jest 20,5 km od centrum administracyjnego rejonu (Rylsk), 124 km od Kurska.

## Demografia
W 2010 r. miejscowość zamieszkiwało 130 osób.